# Narcisse Vieillard
Narcisse Vieillard (Parijs, 25 januari 1791 - aldaar, 19 mei 1857) was een Frans politicus ten tijde van het Tweede Franse Keizerrijk.

## Biografie
Na zijn studies aan de École polytechnique nam Vieillard als militair deel aan de napoleontische oorlogen. Nadien was hij van 1842 tot 1846 bonapartistisch volksvertegenwoordiger voor het departement Manche. Tijdens de Tweede Franse Republiek was hij een tweede maal volksvertegenwoordiger van 1848 tot de staatsgreep van 2 december 1851, de zelfcoup van de president Lodewijk Napoleon Bonaparte (de latere keizer Napoleon III) die door Vieillard werd gesteund.
Op 26 januari 1852 was d'Audiffret een van de 84 persoonlijkheden die door keizer Napoleon III werden benoemd tot senator. Hij zou in de Senaat blijven zetelen tot zijn overlijden in 1857. Als senator zou hij zich meer en meer afzetten tegen het opkomende bonapartistische regime. Hij was dan ook de enige senator die tegen het senatus consultum van 7 november 1852 stemde dat de keizerlijke waardigheid invoerde in de Franse grondwet van 1852.